# Gęsiniec
Gęsiniec (česky Husinec, německy Hussinetz) je ves v okrese Strzelin v Dolnoslezském vojvodství v jihozápadním Polsku. Leží cca 2 kilometry jižně od Střelína a 41 kilometrů jihozápadně od hlavního města regionu, Vratislavi. Husinec byl založen roku 1749 českými exulanty na místě bývalých poplužních dvorů. Byl pojmenován podle pravděpodobného rodiště Jana Husa. V listopadu 1749 zde stálo 32 nových českých domů, v září 1752 sto nových domů, 25 dalších bylo rozestavěno a pro stavbu dalších 25 domů chybělo dřevo. Když už kapacita Husince potomkům českých exulantů nestačila, založili si další kolonie – Nové Poděbrady, Penč... V roce 1802 část obyvatel přelidněného Husince odešla do nově zakládaného města Zelov. Ještě v roce 1945 se v Husinci mluvilo česky.

## Po válce
Po skončení 2. světové války muselo Německo přenechat tuto část Slezska Polsku a do Husince přišli dosídlenci z polského východu, kde byla hranice rovněž posunuta ve prospěch Sovětského svazu. Češi museli z Polska odejít. V listopadu 1945, po komplikovaných mezistátních jednáních, proběhl jediný transport Čechů z oblasti Střelína do českého pohraničí. Ostatní lidé, kterým Poláci také zkonfiskovali majetek a oni marně čekali na další transport, utekli průběhem času k příbuzným do Německa nebo do Čech.

## Práva menšiny
Dne 10. března 1947 došlo k podepsání polsko-československé smlouvy o „přátelství a vzájemné pomoci“ („przyjazni i pomocy wzajemnej“), kterou se obě strany zavázaly uznávat práva polské menšiny v Československu a české menšiny v Polsku. Dne 31. 07. 1947 bylo komisí uznáno na Střelínsku 741 lidí jako česká menšina a rozhodnutím z července 1948 bylo Čechům vráceno 192 objektů. Po vypálení české modlitebny v roce 1957 zůstalo v obci jen 30 česky hovořících osob.

## Památky
V centrální části obce se nachází pomník připomínající obyvatele Husince, kteří padli v první světové válce. Na místě původní české modlitebny, která byla vypálena „neznámým pachatelem“ v roce 1957, stojí kostel, zmodernizovaný v 80. letech, který je užíván katolickou a evangelickou reformovanou církví. Při modernizaci tohoto místa byl starý český hřbitov u kostela srovnán se zemí a pokryt dlažbou. V Husinci se nachází „Český dům“, který patří Spolku Slováků v Polsku a slouží jako místo pro setkávání místních protestantů.

## Významní rodáci
Narodil se zde slezský protestantský teolog Heřman z Tardy.

## Kazatelé českého sboru
Václav Blanický (od založení–1754), Samuel Figulus (1754–1771), Jiří Daniel Mojžíš (1771–1809), Petr Ssikora (1811–1824), Josef z Tardy (1825–1874), Gustav Chlumský (1874–1910), Heinrich Duvinage (1910–1943), Benno Krause (1944–1946).
Samuel Figulus (2.4.1724, Skoki–1771) byl vnuk Petra Figula Jablonského a pravnuk Jana Amose Komenského. Kazatelem sboru v Husinci a Čermné v Pruském Slezsku byl až do své smrti.